# 1969年加拿大冠军单曲列表
《RPM》是加拿大单曲榜单。本列表记录了该榜单1969年的冠军单曲。
截至1969年12月27日，共有26名艺人的歌曲登上了排行榜第一。
为加拿大籍歌手。

## 列表
| † | 年终百强单曲榜冠军单曲 |

| 夺冠日期 | 歌曲名                           | 歌手                     |
| 1月6日   | 《Wichita Lineman》              | 格倫·坎貝爾              |
| 1月13日  | 《Soulful Strut》                | Young-Holt Unlimited     |
| 1月20日  | 《I Started a Joke》             | 比吉斯                   |
| 1月27日  | 《I Started a Joke》             | 比吉斯                   |
| 2月3日   | 《Crimson and Clover》           | 汤米·詹姆斯和桑得尔      |
| 2月10日  | 《Touch Me》                     | 門戶樂團                 |
| 2月17日  | 《Worst That Could Happen》      | 布鲁克林大桥             |
| 2月24日  | 《Build Me Up Buttercup》        | 基金会                   |
| 3月3日   | 《You Showed Me》                | 海龟乐队                 |
| 3月10日  | 《This Magic Moment》            | 傑伊與美國人樂團         |
| 3月17日  | 《Indian Giver》                 | 1910年的Fruitgum Company |
| 3月24日  | 《Dizzy》                        | 汤米·罗伊                |
| 3月31日  | 《Time of the Season》           | 殭屍合唱團               |
| 4月7日   | 《Aquarius/Let the Sunshine In》 | 第五次元合唱團           |
| 4月14日  | 《Aquarius/Let the Sunshine In》 | 第五次元合唱團           |
| 4月21日  | 《Aquarius/Let the Sunshine In》 | 第五次元合唱團           |
| 4月28日  | 《You've Made Me So Very Happy》 | Blood, Sweat & Tears     |
| 5月5日   | 《You've Made Me So Very Happy》 | Blood, Sweat & Tears     |
| 5月12日  | 《Hair》                         | The Cowsills             |
| 5月19日  | 《回来》 Get Back                | 披頭四樂團               |
| 5月26日  | 《回来》 Get Back                | 披頭四樂團               |
| 6月2日   | 《回来》 Get Back                | 披頭四樂團               |
| 6月9日   | 《回来》 Get Back                | 披頭四樂團               |
| 6月16日  | 《回来》 Get Back                | 披頭四樂團               |
| 6月23日  | 《回来》 Get Back                | 披頭四樂團               |
| 6月30日  | 《Good Morning Starshine》       | 奧利佛                   |
| 7月7日   | 《Spinning Wheel》               | Blood, Sweat & Tears     |
| 7月14日  | 《Spinning Wheel》               | Blood, Sweat & Tears     |
| 7月21日  | 《Spinning Wheel》               | Blood, Sweat & Tears     |
| 7月28日  | 《Crystal Blue Persuasion》      | 汤米·詹姆斯和桑得尔      |
| 8月2日   | 《In the Year 2525》             | 扎格和埃文斯             |
| 8月9日   | 《Baby, I Love You》             | Andy Kim                 |
| 8月16日  | 《Baby, I Love You》             | Andy Kim                 |
| 8月23日  | 《When I Die》                   | Motherlode               |
| 8月30日  | 《When I Die》                   | Motherlode               |
| 9月6日   | 《Laughing》                     | 猜猜我是谁合唱团         |
| 9月13日  | 《Sugar, Sugar》                 | The Archies              |
| 9月20日  | 《Sugar, Sugar》                 | The Archies              |
| 9月27日  | 《Sugar, Sugar》                 | The Archies              |
| 10月4日  | 《Jean》                         | 奧利佛                   |
| 10月11日 | 《Everybody's Talkin'》          | 尼爾森                   |
| 10月18日 | 《Suspicious Minds》             | 埃爾維斯·皮禮士利        |
| 10月25日 | 《Suspicious Minds》             | 埃爾維斯·皮禮士利        |
| 11月1日  | 《Suspicious Minds》             | 埃爾維斯·皮禮士利        |
| 11月8日  | 《Tracy》                        | The Cuff Links           |
| 11月15日 | 《有些》 Something               | 披頭四樂團               |
| 11月22日 | 《有些》 Something               | 披頭四樂團               |
| 11月29日 | 《有些》 Something               | 披頭四樂團               |
| 12月6日  | 《有些》 Something               | 披頭四樂團               |
| 12月13日 | 《And When I Die》               | Blood, Sweat & Tears     |
| 12月20日 | 《And When I Die》               | Blood, Sweat & Tears     |
| 12月27日 | 《Leaving on a Jet Plane》       | 彼得、保羅和瑪麗         |